# Теория лакун
Теория лакун (от лат. впадина, провал) — концепция, разработанная советскими учёными Ю. А. Сорокиным и И. Ю. Марковиной, и описанная в коллективной монографии «Этнопсихолингвистика» (1988). В ней рассматривается понятие лакуны, классификация лакун, их влияние на межкультурные взаимодействие и возможности их устранения.

## Концепция
Несоответствие образов мира в сознании коммуникантов, взаимодействующих в ситуации межкультурного общения, проявляется в явном или скрытом существовании лакун. Морковина описывает лакуны как «пробелы на „семантической карте“ образов сознания (коммуникантов)». Интеркультурные лакуны не переходят в реальный статус (то есть не начинают служить причиной непонимания) пока не возникает ситуация сопоставления национальных образов сознания (то есть в условиях межкультурного общения). Причём реальный статус лакун может иметь, как явное, так и скрытое проявление. Лакуны могут проявляться как: языковые, речевые/текстовые и культурологические лакуны.
В процессе межкультурного диалога происходит взаимная адаптация национальных сознаний носителей культур-коммуникантов: «своё» соотносится, совмещается и согласовывается с «чужим», что по видимому является единственно возможным способом постижения «чужого» образа мира. Путь к взаимопониманию, таким образом, осуществляется через поиск способов соотношения «чужого» со «своим». Выделяются 4 типа такого соотношения: практически совпадающие образы (лакуна отсутствует), абсолютно несовпадающие образы (полная лакуна), не полностью совпадающие образы (частичная лакуна), схожие образы (компенсированная лакуна).
В процессе межкультурной коммуникации происходит обмен фрагментами вербального и невербального опыта. Выбор способа адаптации этого фрагмента опыта осуществляется под воздействием двух основных факторов: 1. Цель переноса фрагментов опыта из одной культуры в другую 2. Значимость фрагментов опыта. Трудности понимания во многом обусловлены психологическими проблемами. Так как получение новых знаний, постижение «чужого» через осмысление различий всегда требует серьезных усилий: в известной степени признания относительности «своего» как «нормального», «правильного», «естественного», «необходимого» и размышления над «чужим», которое воспринимается как «неправильное», «плохое», «странное», «чуждое», «неестественное».
В рамках теории лакун взаимная адаптация национальных сознаний носителей культур-коммуникантов в условиях межкультурной коммуникации представляет собой поиск способов совмещения и согласования «чужого» со «своим». То есть может рассматриваться как явления элиминирования (уничтожения) лакун.
Элиминирование лакун осуществляется двумя основными противоположными способами: путем заполнения или путем компенсации. И происходит под влиянием социально-психологических механизмов межэтнического взаимодействия (в зависимости от целей общения, этнопсихолингвистического профиля коммуникантов, размеров культурологической дистанции, жанра общения, характера лакуны).

### Заполнение
Сохранение специфичности (чуждости) образа инокультурного сознания при попытке осмыслить факт его несходства со «своим» образом, или же факт отсутствия аналогичного образа в «родном» сознании происходит при элиминировании лакуны путем заполнения. Суть этого приема заключается в той или иной степени подробном разъяснении содержания образа чужого сознания. Эффективность заполнения обусловлена тем, что данный способ элиминирования лакун ведет к выработке нового знания о незнакомой культуре, способствует ее пониманию. Однако, использование этого приема может иметь ряд ограничений в силу, прежде всего, его «громоздкости», а также сложности восприятия комментария большого объема при попытке осмыслить специфику культур.
Заполнение можно разделить на подвиды:
Заполнение-перевод. Распространенным способом заполнения лакун является сохранение иноязычной лексической единицы в транслитерированном варианте в комбинации с ее переводом на язык реципиента: благодаря использованию такого приема в тексте присутствует инокультурный колорит и при этом нет трудностей для понимания значения лакунизированной единицы. Такой прием элиминирования лакун можно наблюдать в публицистических текстах (газетные, журнальные статьи, «страноведческие» очерки и т. д.).
Пример: "Этот клочок суши зовется Нуси-Бе, что в переводе с малагасийского означает «большой остров» "
Заполнение-комментарий. Разновидностью заполнения лакун можно считать включение в текст более или менее подробных комментариев элементов чужой культуры. Заполнение при этом может быть различной «глубины», что обусловливается, с одной стороны, задачами, стоящими перед автором, а с другой — размерами культурологической дистанции между описываемой культурой и культурой реципиента.
Пример: «Вместе со сторожем в традиционной малагасийской накидке — ламбе мы долго бродили среди высокой травы…»
Заполнение-примечание. Лакуны в тексте могут быть заполнены также с помощью примечаний различного характера и объема. Это могут быть короткие примечания переводчика или редактора переводного текста, выполняющие функцию переориентировки текста на носителя другой культуры
Пример: «Нет, стой! — сказал Анатоль. Затвори дверь, сесть надо. Вот так …» [русские перед дорогой затворяют двери и молятся, чтобы избежать опасностей]

### Компенсация
Суть элиминирования таким способом сводится к подбору квази-эквивалента, некоего аналога «чужому» образу в своей культуре. Прием компенсации используется в тех случаях, когда сохранить лакуну нельзя (допустим необходимо сделать текст максимально понятным или, точнее, «понимаемым»), оригинальный культурный контекст (частично или полностью, в скрытой или явной форме) заменяется на контекст культуры реципиента. Важная деталь: компенсация как путь к пониманию и познанию иной культуры, существенным образом отличается от заполнения. Благодаря использованию квази-эквивалента, при элиминировании лакун приемом компенсации обеспечивается легкость понимания «чужого», причем понимания на уровне функционального аналога. Такой способ элиминирования лакун не ведет к выработке нового знания, а лишь подменяет «чужое» — «своим», непонятное — понятным и является эффективным только в особых «жанрах» межкультурного общения.
Компенсацию можно разделить на подвиды:
Эксплицитная компенсация. Одним из простых видов компенсации лакун в тексте, демонстрирующем на языке реципиента некоторый фрагмент чужой культуры (как правило, автор текста и реципиент в этом случае являются носителями одной и той же культуры), служит явная ссылка на автохтонную реалию, помогающая понять чужую реалию или ситуацию:
Пример: «У него [дерева] густая раскидистая крона, продолговатые листья как у нашей черемухи, только в несколько раз крупнее»
Имплицитная компенсация. Особенностью этого приема является отсутствие в тексте указания на произведенные замены, так что реципиент, как правило, не осознает факт существования в тексте «неавторских» фрагментов. Наиболее распространенными являются случаи применения компенсации при переносе в новую культуру рекламных текстов.
Пример: В северных странах (с суровым климатом) апельсиновый сок рекламируют как «концентрированную мощь южного солнца». Использование такого рекламного текста в южных странах должного эффекта не вызовет.

## Критика
И. Панасюк в своей работе «Теория лакун и проблема эквивалентности перевода» приводит иную классификацию лакун. При составлении своей классификации Панасюк опирался на теорию, разработанную Марковиной и поправки, внесённые в неё Астрид Эртельт-Фит (Astrid Ertelt-Vieth). Однако он указал, что теория содержит неточности, которые усложняют понимание самого феномена и его использование. Классификация И. Панасюка включает в себя следующие типа лакун:
субъектнопсихологические — лакуны самоопределения, юмора, языковой системы, а также межкультурные, силлогические, культурно-эмотивные и перцептивные лакуны.
коммуникативно-деятельные — фоновые, ментальные, жестовые, паралингвистические, поведенческие лакуны, а также лакуны рутины, этикета, средств нахождения идентичности, языкового применения и лакуны тем.
культурного пространства — лакуны эвалюативных стереотипов, культурного фонда, географические и этнографические.
аксиологические лакуны — делятся на лакуны конфронтирующих языковых систем (абсолютные языковые и относительные языковые) и лакуны конфронтирующих контекстов (полные речевые и частичные речевые).
Особенности этой классификации обусловлены изучением теории лакун в рамках теории перевода.